# Luna (chanteuse ukrainienne)
Pour les articles homonymes, voir Luna.
Krystyna Viktorivna Bardash (ukrainien : Кристина Вікторівна Бардаш), plus connue sous le nom de Luna (en russe : Луна́), née le 28 août 1990 à Dresde en Allemagne de l'Est, est une chanteuse et autrice-compositrice ukrainienne russophone.

## Biographie
Durant son enfance, elle a suivi des cours de chant, de solfège et de piano.
Le 20 mai 2016, elle présente son premier album Mag-ni-ty à Kiev. Il atteindra le top 20 de l'iTunes ukrainien.
Au 27 octobre 2016, l'EP Grustniy Dens est mis en ligne, il atteint au premier jour la première position sur iTunes Ukraine et seconde place sur iTunes Russie.

## Discographie

### Albums
- 2016 : Mag-ni-ty
- 2017 : Ostrov Svobody
- 2018 : Zakoldovanniye Sny
- 2019 : Trans

### EP
- 2016 : Grustniy Dens

### Singles
- 2015 : Luna
- 2015 : Osen'
- 2015 : Alice[3]
- 2015 : Lyutiki
- 2015 : Malchik, ty sneg
- 2016 : Butylochka
- 2016 : Grustnyi Dens
- 2016 : Za kray
- 2016 : Нож / Knife[4]
- 2017 : Puli[5]
- 2017 : Ogonyok
- 2017 : Друг[6]
- 2017 : Free Love[7]
- 2018 : Поцелуи[8]
- 2018 : Sleeping Beauty[9]
- 2018 : Jukebox[10]
- 2019 : Krovavyy Kolodets
- 2019 : Дельфины / Dolphins[11]

## Vie personnelle
Elle est née en 1990 alors que son père était stationné avec le groupement des forces armées soviétiques à Dresde en Allemagne de l'Est
Elle a été mariée de 2012 à 2018 à chanteur du groupe de rap Griby. Le couple a eu un fils, George.